# Bohren & der Club of Gore
Bohren & der Club of Gore é uma banda formada em 1992 em Mülheim an der Ruhr, Alemanha, por Thorsten Benning, Morten Gass, Robin Rodenberg e Reiner Henseleit. Os integrantes vieram de diversas bandas alternativas, como 7 Inch Boots e Chronical Diarrhoea e produzem um misto de jazz e música ambiente.

## Integrantes
- Thorsten Benning (bateria)
- Christoph Clöser (saxofone, piano, piano rhodes) (entrou em 1997)
- Morten Gass (piano, mellotron, piano rhodes)
- Robin Rodenberg (contrabaixo)

### Ex-integrantes
- Reiner Henseleit (guitarra) (até 1996)

## Discografia

### Álbuns
- Gore Motel (1994)
- Midnight Radio (1995)
- Sunset Mission (2000)
- Black Earth (2002)
- Geisterfaust (2005)
- Dolores (2008)
- Beileid (2011)
- Piano Nights (2014)

### EPs
- Bohren & der Club of Gore (1994)
- Schwarzer Sabbat Für Dean Martin (1994)
- Mitleid Lady (2009)

### Demos
- Luder, Samba, und Tavernen (1993)